# Deleni (okręg Dolj)
Deleni – wieś w Rumunii, w okręgu Dolj, w gminie Șimnicu de Sus. W 2011 roku liczyła 158 mieszkańców.